# Paola Suárez
Paola Suárez (Pergamino, 1976. június 23. –) egykori páros világelső, olimpiai bronzérmes, nyolcszoros páros Grand Slam-tornagyőztes, visszavonult argentin teniszezőnő.
1994-ben kezdte profi pályafutását, négy egyéni és negyvennégy páros WTA-tornát nyert meg. Legjobb egyéni világranglista-helyezése egyéniben a kilencedik volt, és többször is vezette a páros világranglistát, amelynek élén összesen 87 héten keresztül állt.  Nyolcszoros Grand Slam-bajnok párosban. A 2004-es olimpiai játékokon Patricia Tarabini társaként bronzérmet szerzett Argentínának a páros versenyben.
2007-ben visszavonult, 2012 februárjában azonban újra aktív lett, s február 29-én megszerezte pályafutása 500. páros győzelmét. Partnere honfitársa, Gisela Dulko, akivel érmet szerettek volna szerezni az olimpián, de az első fordulóban vereséget szenvedtek. 2014-ben vonult vissza véglegesen.

## Grand Slam-győzelmek (páros)
- Australian Open: 2004
- Roland Garros: 2001, 2002, 2004, 2005
- US Open: 2002, 2003, 2004

## Eredményei Grand Slam-tornákon

### Egyéniben
| Torna           | 2005   | 2004   | 2003   | 2002   | 2001   | 2000   | 1999   | 1998   | 1997   | 1996   | 1995   | 1994   |
| --------------- | ------ | ------ | ------ | ------ | ------ | ------ | ------ | ------ | ------ | ------ | ------ | ------ |
| Australian Open | –      | 3. kör | 3. kör | 3. kör | 1. kör | 4. kör | 1. kör | 1. kör | 2. kör | 2. kör | –      | –      |
| Roland Garros   | 1. kör | 1/2D   | 3. kör | 1/4D   | 2. kör | 1. kör | 2. kör | 2. kör | 1. kör | 2. kör | 2. kör | 1. kör |
| Wimbledon       | –      | 1/4D   | 4. kör | 1. kör | 1. kör | 3. kör | 1. kör | 1. kör | 1. kör | 1. kör | –      | 1. kör |
| US Open         | –      | 3. kör | 1/4D   | 2. kör | 1. kör | 1. kör | 2. kör | 1. kör | 3. kör | 2. kör | 1. kör | 2. kör |